# Lal Bahadur Shastri
Lal Bahadur Shastri, hindi लालबहादुर शास्त् (ur. 2 października 1904 w Mughalsarai, zm. 11 stycznia 1966 w Taszkencie) – indyjski polityk, członek Indyjskiego Kongresu Narodowego, jeden z najbliższych współpracowników Dżawaharlala Nehru.
Był premierem Indii od 9 czerwca 1964 do 11 stycznia 1966. Wcześniej należał do rządu premiera Nehru będąc m.in. ministrem kolei i ministrem spraw wewnętrznych. Jako premier doprowadził m.in. do zakończenia wojny indyjsko-pakistańskiej (zwanej II wojną o Kaszmir) podpisując 10 stycznia 1966 porozumienie w Taszkencie. Następnego dnia po tym wydarzeniu 11 stycznia zmarł nagle na zawał serca.

## Życiorys

### Wczesne życie i kariera
Urodził się w Mughalsarai. Jego ojciec, Sharada Srivastava Prasad, z zawodu był nauczycielem, a następnie urzędnikiem w Urzędzie Skarbowym w Allahabadzie. Ojciec Shastri zmarł, gdy ten miał zaledwie rok. Jego matka, Ramdulari Devi, wraz z dwiema siostrami Shastriego zabrała dzieci do domu swojego ojca gdzie zamieszkali. Jako że należał do kasty Kayastha, urodził się pod nazwiskiem Shrivastava, ukazującym jego kastowe pochodzenie, w późniejszym okresie odrzucił to nazwisko co stanowiło sprzeciw wobec tego systemu, główną zasadę ruchu Gandhiego. Shastri dołączył do towarzystwa Servants of the People Society w Muzaffarpur. Zajmował się pomocą dla osób z kasty niedotykalnych (dalit), którzy przez ruch skupiony wokół Gandhiego określani byli jako „Harijans”, czyli „dzieci boga”. W późniejszym okresie został prezesem towarzystwa. Do ruchu niepodległościowego przyłączył się w 1921 roku, za co został na krótko uwięziony przez Brytyjczyków. Shastri zdobył wykształcenie na college East Central Railway Inter w Mughalsarai i Varanasi. W 1926 roku gdy ukończył pierwszą klasę Kashi Vidyapeeth, otrzymał pseudonim Shastri, czyli student. Tytuł Shastri był stopniem edukacji przyznawanym studentom jednak Lal Bahadur wykorzystał go jako późniejsze nazwisko. Na poglądy Shastriego wpłynęli działacze narodowowyzwoleńczy jak Bal Gangadhar Tilak i Mahatma Gandhi, w późniejszym czasie Shastri stał się zwolennikiem poglądów socjalistycznych reprezentowanych przez Dżawaharlala Nehru, lidera lewicowej frakcji Indyjskiego Kongresu Narodowego.
16 maja 1928 roku ożenił się z Lalitą Devi z Mirzapur, mieli razem sześcioro dzieci, w tym przyszłego polityka IKN Anila Shastriego. W 1930 roku wziął udział w marszu solnym Gandhiego za co został na dwa i pół roku uwięziony. Po opuszczeniu więzienia w 1937 roku pracował jako sekretarz Organizacyjnego Parlamentu Rady Zjednoczonych Prowincji Agra i Oudh. W 1940 roku ponownie trafił do więzienia, tym razem na rok, za udział w wolnościowym ruchu Satjagraha. Gdy 8 sierpnia 1942 roku, Mahatma Gandhi w Bombaju wezwał Brytyjczyków do opuszczenia Indii, Shastri dopiero co ponownie opuścił więzienie i wyjechał do Allahabadu. Przez tydzień w domu przebywał w domu Dżawaharalala Nehru, Swaraj Bhavan, skąd wydawał instrukcję współtowarzyszom z ruchu niepodległościowego. Kilka dni później został aresztowany ponownie i więziony do 1946 roku. Shastri łącznie w więzieniu spędził dziewięć lat życia. W czasie swoich pobytów w więzieniu, spędzał czas na czytaniu książek i zapoznawaniu się z twórczością zachodnich filozofów, rewolucjonistów i reformatorów społecznych.

### Kariera polityczna
Po uzyskaniu przez Indie niepodległości Shastri został powołany na sekretarza stanu w jego rodzinnym stanie, Uttar Pradesh. Wkrótce został stanowym ministrem ds. policji i transportu. Jako minister wdrażał w Indiach nowoczesne reformy, jako pierwszy zadecydował o przyjmowaniu kobiet na stanowisko konduktora a jako minister ds. policji zadecydował aby policja zamiast używania pałek lathi używała armatek wodnych. W 1951 roku, Shastri został sekretarzem generalnym Ogólnoindyjskiego Komitetu Kongresu, był odpowiedzialny za dobór kandydatów partii, reklamę i kampanię wyborczą IKN. Odegrał dużą rolę w sukcesach wyborczych partii w latach 1952, 1957 i 1962 roku. W wyborach w 1952 roku dostał się do Rajya Sabha, uzyskując 69% poparcia. Od 13 maja 1952 roku do 7 grudnia 1956 roku pełnił funkcje ministra kolei i transportu rządu centralnego. Dymisję ze stanowiska złożył we wrześniu 1956 roku po wypadkach kolejowych w Ariyalur i Mahbubnagar. Zobowiązał się do przyjęcia moralnej i konstytucyjnej odpowiedzialności za wypadek. Premier Nehru oświadczył, że przyjmuje dymisję, jednak Shastrhi nie był w żaden sposób odpowiedzialny za wypadek. Do rządu Shastri wrócił po wyborach w 1957 roku, najpierw jako minister transportu i komunikacji, a następnie jako minister handlu i przemysłu. W 1951 roku został ministrem spraw wewnętrznych. Jako minister spraw wewnętrznych powołał Komitet ds. Zapobiegania Korupcji pod przewodnictwem Kasturiranga Santhanama. Mimo tego że przez wiele lat był ministrem, pozostał biedny jako członek charytatywnej Servants of the People Society, oddał cały swój prywatny majątek biednym. Posiadał jedynie kupiony na raty stary samochód.

#### Jako premier

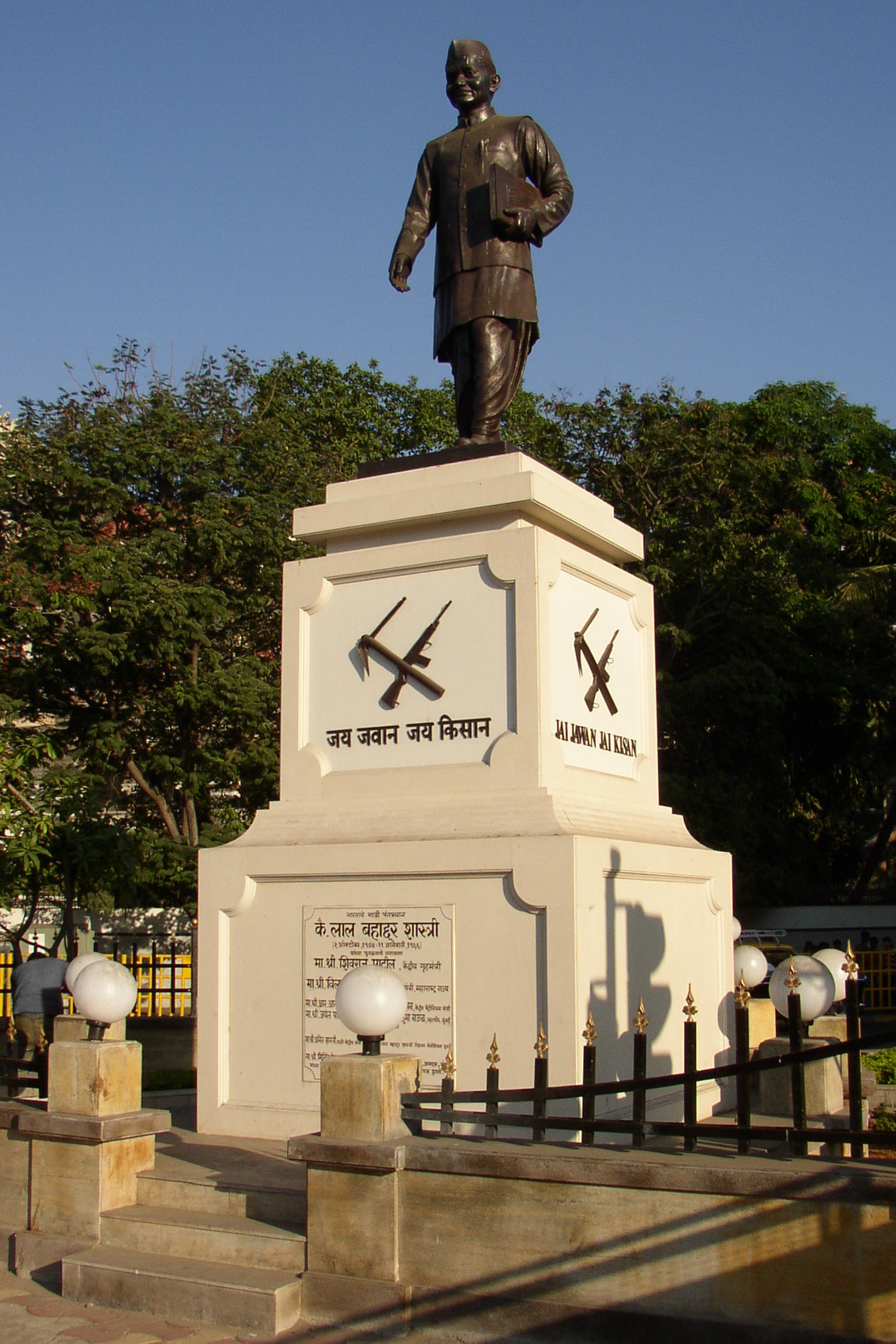
Pomnik Shastriego w Bombaju

Po śmierci Nehru 27 maja 1964 roku i sporze wokół tego kto ma zostać nowym premierem, Shastri, choć znany był z łagodnego usposobienia jako zwolennik polityki Nehru i socjalista, zwrócił się z apelem aby uniknąć sytuacji w której premierem zostanie konserwatywny i prawicowy Morarji Desai. 9 czerwca Shastri został mianowany na premiera przez prezydenta Kumarasami Kamaraja. Jako premier Shastri zachował w Radzie Ministrów większość członków rządu Nehru. Ministrem finansów został Tiruvellore Thattai Krishnamachari, ministrem obrony Yashwantrao Chavan, ministrem spraw wewnętrznych Swaran Singh a Indira Gandhi ministrem informacji i radiofonii. Shastri był świeckim przywódcą, podobnie jak Nehru nie łączył religii z polityką. Sam był wyznawcą hinduizmu, uważał on jednak że wynoszenie religii tej do miana religii państwowej doprowadziłoby Indie do sytuacji takiej jak Pakistan który był państwem wyznaniowym.
W 1965 roku doszło do protestów antyhindi w Madrasie, rząd starał się przez długi czas wprowadzić hindi jako jedyny język urzędowy Indii. W obliczu niepokojów w Madrasie, aby uspokoić sytuację Shastri wysłuchał rady Indiry Gandhi i zapewnił, że angielski dalej będzie używany jako język urzędowy jak długo stany mówiące w językach innych niż hindi będą tego chciały. Premier Shastri kontynuował socjalistyczną politykę gospodarczą zapoczątkowaną przez Nehru, choć twierdził, że Indie nie mogą mieć restrykcyjnego systemu gospodarczego. W polityce wewnętrznej starał się zwiększyć produkcję żywności i ograniczyć głód wśród ubogich. Premier wypromował Białą Rewolucję – kampanię mającą na celu zwiększenie produkcji i podaży mleka. Wspierając spółdzielnie mleczne w Anand w regionie Gudźarat, utworzył Narodową Radę Rozwoju Mleka. Jako premier wezwał ludzi do dobrowolnego zrezygnowania z jednego posiłku, tak aby mógł on być dystrybuowany do ubogiej ludności. W czasie wojny z Pakistanem w 1965 roku stworzył slogan Jai Jawan Jai Kisan (Niech żyje żołnierz, niech żyje rolnik), który miał podkreślać potrzebę zwiększenia produkcji żywności. W czasie kadencji promował politykę Zielonej Rewolucji, polegającej na zwiększaniu produkcji rolnej.
Pod jego rządami Indiom udało się odeprzeć pakistańską inwazję z 1965 roku, co do dziś jest powodem dumy narodowej dla wielu Hindusów. Lal Bahadur Shastri kontynuował politykę niezaangażowania Nehru, ale również budował bliższe stosunki z ZSRR. W następstwie wojny chińsko-indyjskiej z 1962 roku i powstaniu więzi wojskowych między Chińską Republikę Ludową i Pakistanem, rząd Indii zdecydował się rozszerzyć budżet obronny Indii. W 1964 roku Shastri podpisał porozumienie z premierem Sri Lanki Sirimavo Bandaranaike. Umowa ta znana jest jako pakt Sirimavo-Shastri lub pakt Bandaranaike-Shastri. Zgodnie z warunkami umowy, 600 tys. indyjskich Tamilów na Sri Lance miało otrzymać obywatelstwo Indii, a 375 tys. miało zostać obywatelami Sri Lanki. Umowa między Indiami a Sri Lanką obowiązywała do 31 października 1981 roku, Indie miały więcej niż 300 tys. repatriantów a Sri Lanka przyznała obywatelstwo ponad 185 tys. osobom, po 1964 roku zwiększając liczbę obywatelstw o 62 tys. obejmując programem również dzieciom repatriantów. Indie przyznały obywatelstwo 207 tys. Tamilów i 45 tys. ich dzieci.
Przyczyną inwazji Pakistanu na Indii były roszczenia Pakistanu do części indyjskiego Półwyspu Kaććh, inwazja rozpoczęła się w sierpniu 1965 roku. W ramach programu pokojowego zaproponowanego w czerwcu 1965 roku przez brytyjskiego premiera Harolda Wilsona, Pakistan otrzymał 10% terytorium, w miejsce wcześniejszych żądań do 50% terytorium. Agresywna polityka Pakistanu skoncentrowała się również na Kaszmirze. Kiedy w stanach Dżammu i Kaszmirze pojawił się uzbrojone siły pakistańskie, Shastri jasno przekazał rządowi Pakistanu że atak spotka się z odpowiedzią militarną. We wrześniu 1965 roku, doszło do najazdu pakistańskich bojowników i żołnierzy na terytorium Indii, rząd Pakistanu miał nadzieje że po inwazji w Kaszmirze dojdzie do buntu. Do buntu jednak nie doszło, a Indie wysłały na linię zawieszenia broni żołnierzy i zagroziły Pakistanowi wojną. Do walk indyjsko-pakistańskich doszło w stanie Pendżab, gdzie pewną przewagę uzyskali Pakistańczycy jednak wojska indyjskie zdobyły kluczową miejscowość Kaszmiru, Haji Pir a siły indyjskie zbliżyły się do pakistańskiego miasta Lahore, które znalazło się w zasięgu indyjskiej artylerii i moździerzy.

Podczas swojej kadencji Shastri odwiedził wiele państw, w tym ZSRR, Jugosławię, Wielką Brytanię, Kanadę i Birmę. Po zawieszeniu broni z Pakistanem w 1965 roku, Shastri i prezydent Pakistanu Muhammad Ayub Khan spotkali się na szczycie zorganizowanym przez radzieckiego premiera Aleksieja Kosygina w Taszkencie w Uzbeckiej Socjalistycznej Republice Radzieckiej. 10 stycznia 1966 roku, Shastri i Khan podpisali Deklaracją Taszkencką. Premier Shastri zmarł w Taszkencie, dzień po podpisaniu deklaracji, prawdopodobnie z powodu ataku serca, jednak wielu ludzi uważa, że na jego życie został zaplanowany spisek a sam premier został zamordowany. Premier został uznany za bohatera narodowego. Po jego śmierci tymczasowo rolę premiera przejął Gulzarilal Nanda, sprawował on tę funkcję do czasu gdy parlament i Partia Kongresowa wybrała Indirę Gandhi na następcę Shastri.

## Upamiętnienie

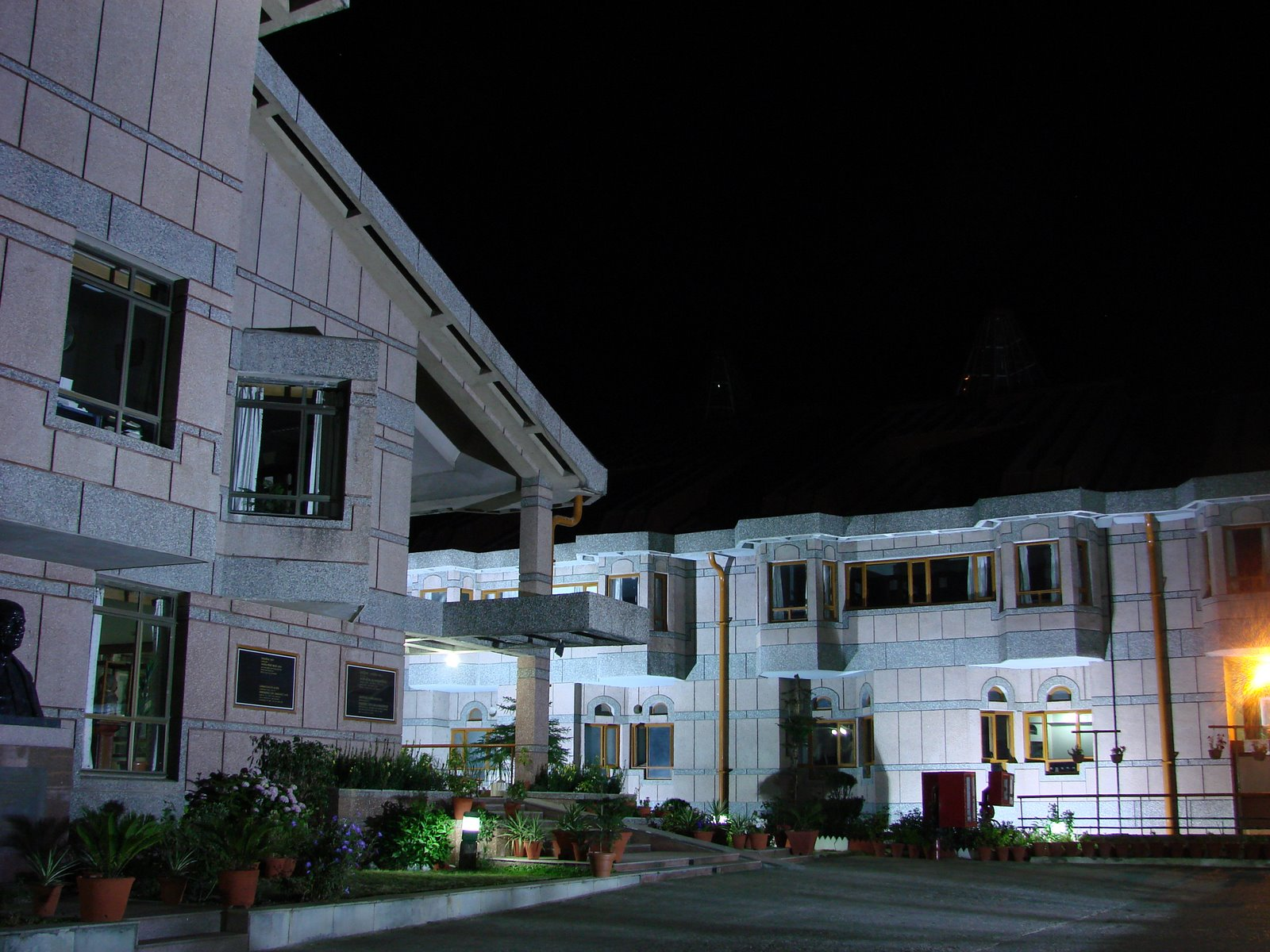
Narodowa Akademia Administracji im. Lal Bahadura Shastriego

Był pierwszą osobą pośmiertelnie odznaczoną Orderem Bharata Ratna, na jego cześć w Delhi zbudowany został pomnik „Vijay Ghat”. Obecnie jego imieniem nazwanych zostało kilka instytucji edukacyjnych. Jego imieniem nazwa została ulica w Taszkencie, w Uzbekistanie. Jego imię nosi stadion w mieście Hyderabad i Lotnisko Międzynarodowe w mieście Varanasi.